# Leucania luteopallens
Leucania luteopallens là một loài bướm đêm trong họ Noctuidae.